# Lineární hustota délkových textilií
Lineární hustota je fyzikální veličina vyjadřující jemnost délkových textilií poměrem délky k hmotnosti daného materiálu.

## Norma pro výpočet lineární hustoty
Podle mezinárodní dohody z roku 1967 platí pro označování lineární hustoty všech délkových textilií jednotný systém se základní jednotkou tex.
1 tex se vypočte podle vzorce:
{\displaystyle T[tex]={\frac {M[g]}{L[km]}}={\frac {m[mg]}{l[m]}}}.
- T je jemnost v tex,
- L je délka v kilometrech, l je délka v metrech
- M je hmotnost v gramech, m je hmotnost v miligramech

## Stanovení lineární hustoty v praxi 21. století
Jemnost a lineární hustota naprosté většiny přízí se označuje podle shora uvedené normy.
Výjimky jsou např. u přízí: pro punčochy (titr denier), pro šicí nitě (číslo metrické), pro vlněné tkaniny (tzv. bradfordský systém) aj.
Jemnost textilních vláken se označuje jednotkou decitex (1/10 tex).
Pro hrubé délkové textilie sestávajících z velkého počtu jednotlivých komponent se určuje lineární hustota násobkem počtu komponent a jednotlivých jemností, např.:
- Roving 12k = 12 000 filamentů × 0,67 dtex = 8 000 dtex
- Lineární hustota textilních lan = počet komponent (nití, pramenů) × lineární hustota komponent × průměrná hodnota sekansu jednotlivých komponent[3]